# Annaba
Annaba (arabiska: عنابة, berberspråk: Aânavaen, äldre franskt namn: Bône) är en hamnstad i nordöstra Algeriet, nära floden Wadi Seybouse och den tunisiska gränsen. Staden är belägen cirka 420 kilometer öster om Alger. Folkmängden uppgick till cirka 254 000 invånare i centralorten 2008, medan det i storstadsområdet bodde cirka 355 000 invånare 2018.
Annaba är en viktig hamn för export av järnmalm, fosfat och jordbruksprodukter. Staden har en betydande industri, bland annat ett stort järn- och stålverk.
Annaba, som hette Hippo Regius på romarnas tid, anlades troligen av fenicierna på 1300-talet f.Kr. Den var en viktig ort för tidig kristendom. Från 396 till 430 var Augustinus biskop i Hippo Regius. Staden har kristna, muslimska och romerska byggnader. Den plundrades och förstördes av vandaler och araber.